# Motorrad-Weltmeisterschaft 2010
Die Motorrad-Weltmeisterschaft 2010 war die 62. in der Geschichte der FIM-Motorrad-Straßenweltmeisterschaft.
In der MotoGP-Klasse wurden 18 und in der Moto2-Klasse sowie der Klasse bis 125 cm³ 17 Rennen ausgetragen.

## Punkteverteilung
Weltmeister wird derjenige Fahrer beziehungsweise der Hersteller, der bis zum Saisonende die meisten Punkte in der Weltmeisterschaft angesammelt hat. Bei der Punkteverteilung werden die Platzierungen im Gesamtergebnis des jeweiligen Rennens berücksichtigt. Die fünfzehn erstplatzierten Fahrer jedes Rennens erhalten Punkte nach folgendem Schema:
| Punkteverteilung | Punkteverteilung | Punkteverteilung | Punkteverteilung | Punkteverteilung | Punkteverteilung | Punkteverteilung | Punkteverteilung | Punkteverteilung | Punkteverteilung | Punkteverteilung | Punkteverteilung | Punkteverteilung | Punkteverteilung | Punkteverteilung | Punkteverteilung |
| ---------------- | ---------------- | ---------------- | ---------------- | ---------------- | ---------------- | ---------------- | ---------------- | ---------------- | ---------------- | ---------------- | ---------------- | ---------------- | ---------------- | ---------------- | ---------------- |
| Platz            | 1                | 2                | 3                | 4                | 5                | 6                | 7                | 8                | 9                | 10               | 11               | 12               | 13               | 14               | 15               |
| Punkte           | 25               | 20               | 16               | 13               | 11               | 10               | 9                | 8                | 7                | 6                | 5                | 4                | 3                | 2                | 1                |

In die Wertung kamen alle erzielten Resultate.

## Wissenswertes
- Die seit 1949 bestehende 250-cm³-Klasse wurde 2010 durch die Moto2-Klasse ersetzt, in der mit 600-cm³-Einheitsmotoren von Honda gefahren wird.
- Der Große Preis von Japan war ursprünglich für den 25. April geplant, wurde aber wenige Tage vorher wegen der Sperrung eines Großteils des europäischen Luftraums nach dem Ausbruch des Vulkans Eyjafjallajökull auf Island auf den 3. Oktober verschoben.[1]
- Der Große Preis von Großbritannien wurde erstmals seit 1986 wieder auf dem Silverstone Circuit ausgetragen, der Donington Park ersetzt. In den Rennkalender sollte ursprünglich der Große Preis von Ungarn, der letztmals 1992 zur Motorrad-WM gehörte und auf dem Balatonring stattfinden sollte, rücken. Im März 2010 wurde der Grand Prix, wie schon im Vorjahr[2], abgesagt. An seine Stelle tritt der Große Preis von Aragonien, der im Motorland Aragón in Spanien stattfinden wird.[3]
- Beim Grand Prix von Katar fuhr Loris Capirossi sein 300. Rennen in der Motorrad-WM.[4]

## MotoGP-Klasse

### Rennergebnisse
|    | Datum  | Rennen                 | Strecke        | Platz 1         | Platz 2          | Platz 3          | Pole-Position    | Schn. Rennrunde  | Gesamtführender Fahrer | Gesamtführendes Team | Gesamtführender Konstrukteur |
| -- | ------ | ---------------------- | -------------- | --------------- | ---------------- | ---------------- | ---------------- | ---------------- | ---------------------- | -------------------- | ---------------------------- |
| 1  | 11.04. | GP von Katar           | Losail         | Valentino Rossi | Jorge Lorenzo    | Andrea Dovizioso | Casey Stoner     | Casey Stoner     | Valentino Rossi        | Fiat Yamaha Team     | Yamaha                       |
| 2  | 02.05. | GP von Spanien         | Jerez          | Jorge Lorenzo   | Dani Pedrosa     | Valentino Rossi  | Dani Pedrosa     | Dani Pedrosa     | Jorge Lorenzo          | Fiat Yamaha Team     | Yamaha                       |
| 3  | 23.05. | GP von Frankreich      | Le Mans        | Jorge Lorenzo   | Valentino Rossi  | Andrea Dovizioso | Valentino Rossi  | Jorge Lorenzo    | Jorge Lorenzo          | Fiat Yamaha Team     | Yamaha                       |
| 4  | 06.06. | GP von Italien         | Mugello        | Dani Pedrosa    | Jorge Lorenzo    | Andrea Dovizioso | Dani Pedrosa     | Dani Pedrosa     | Jorge Lorenzo          | Fiat Yamaha Team     | Yamaha                       |
| 5  | 20.06. | GP von Großbritannien  | Silverstone    | Jorge Lorenzo   | Andrea Dovizioso | Ben Spies        | Jorge Lorenzo    | Jorge Lorenzo    | Jorge Lorenzo          | Fiat Yamaha Team     | Yamaha                       |
| 6  | 26.06. | 80. Dutch TT           | Assen          | Jorge Lorenzo   | Dani Pedrosa     | Casey Stoner     | Jorge Lorenzo    | Dani Pedrosa     | Jorge Lorenzo          | Fiat Yamaha Team     | Yamaha                       |
| 7  | 04.07. | GP von Katalonien      | Barcelona      | Jorge Lorenzo   | Dani Pedrosa     | Casey Stoner     | Jorge Lorenzo    | Andrea Dovizioso | Jorge Lorenzo          | Fiat Yamaha Team     | Yamaha                       |
| 8  | 18.07. | 74. GP von Deutschland | Sachsenring    | Dani Pedrosa    | Jorge Lorenzo    | Casey Stoner     | Jorge Lorenzo    | Dani Pedrosa     | Jorge Lorenzo          | Fiat Yamaha Team     | Yamaha                       |
| 9  | 25.07. | GP der USA             | Laguna Seca    | Jorge Lorenzo   | Casey Stoner     | Valentino Rossi  | Jorge Lorenzo    | Casey Stoner     | Jorge Lorenzo          | Fiat Yamaha Team     | Yamaha                       |
| 10 | 15.08. | GP von Tschechien      | Brünn          | Jorge Lorenzo   | Dani Pedrosa     | Casey Stoner     | Dani Pedrosa     | Jorge Lorenzo    | Jorge Lorenzo          | Fiat Yamaha Team     | Yamaha                       |
| 11 | 29.08. | GP von Indianapolis    | Indianapolis   | Dani Pedrosa    | Ben Spies        | Jorge Lorenzo    | Ben Spies        | Dani Pedrosa     | Jorge Lorenzo          | Fiat Yamaha Team     | Yamaha                       |
| 12 | 05.09. | GP von San Marino      | Misano         | Dani Pedrosa    | Jorge Lorenzo    | Valentino Rossi  | Dani Pedrosa     | Dani Pedrosa     | Jorge Lorenzo          | Fiat Yamaha Team     | Yamaha                       |
| 13 | 19.09. | GP von Aragonien       | Aragón         | Casey Stoner    | Dani Pedrosa     | Nicky Hayden     | Casey Stoner     | Dani Pedrosa     | Jorge Lorenzo          | Fiat Yamaha Team     | Yamaha                       |
| 14 | 03.10. | GP von Japan           | Motegi         | Casey Stoner    | Andrea Dovizioso | Valentino Rossi  | Andrea Dovizioso | Valentino Rossi  | Jorge Lorenzo          | Fiat Yamaha Team     | Yamaha                       |
| 15 | 10.10. | GP von Malaysia        | Sepang         | Valentino Rossi | Andrea Dovizioso | Jorge Lorenzo    | Jorge Lorenzo    | Valentino Rossi  | Jorge Lorenzo          | Fiat Yamaha Team     | Yamaha                       |
| 16 | 17.10. | GP von Australien      | Phillip Island | Casey Stoner    | Jorge Lorenzo    | Valentino Rossi  | Casey Stoner     | Casey Stoner     | Jorge Lorenzo          | Fiat Yamaha Team     | Yamaha                       |
| 17 | 31.10. | GP von Portugal        | Estoril        | Jorge Lorenzo   | Valentino Rossi  | Andrea Dovizioso | Jorge Lorenzo    | Jorge Lorenzo    | Jorge Lorenzo          | Fiat Yamaha Team     | Yamaha                       |
| 18 | 07.11. | GP von Valencia        | Valencia       | Jorge Lorenzo   | Casey Stoner     | Valentino Rossi  | Casey Stoner     | Dani Pedrosa     | Jorge Lorenzo          | Fiat Yamaha Team     | Yamaha                       |

### Teams und Fahrer
| Nr. | Fahrer              | Team                     | Motorrad                | Reifen |
| --- | ------------------- | ------------------------ | ----------------------- | ------ |
| 4   | Andrea Dovizioso    | Repsol Honda Team        | Honda RC212V            | B      |
| 5   | Colin Edwards       | Yamaha Tech 3            | Yamaha YZR-M1           | B      |
| 7   | Hiroshi Aoyama 1    | Interwetten Honda MotoGP | Honda RC212V            | B      |
| 8   | Wataru Yoshikawa 2  | Fiat Yamaha Team         | Yamaha YZR-M1           | B      |
| 11  | Ben Spies           | Yamaha Tech 3            | Yamaha YZR-M1           | B      |
| 14  | Randy De Puniet 3   | LCR Honda MotoGP         | Honda RC212V            | B      |
| 15  | Alex De Angelis 4   | Interwetten Honda MotoGP | Honda RC212V            | B      |
| 19  | Álvaro Bautista     | Rizla Suzuki MotoGP      | Suzuki GSV-R            | B      |
| 26  | Dani Pedrosa 5      | Repsol Honda Team        | Honda RC212V            | B      |
| 27  | Casey Stoner        | Ducati Marlboro Team     | Ducati Desmosedici GP10 | B      |
| 33  | Marco Melandri      | San Carlo Honda Gresini  | Honda RC212V            | B      |
| 36  | Mika Kallio 6       | Pramac Racing Team       | Ducati Desmosedici GP10 | B      |
| 40  | Héctor Barberá      | Paginas Amarillas Aspar  | Ducati Desmosedici GP10 | B      |
| 41  | Aleix Espargaró     | Pramac Racing Team       | Ducati Desmosedici GP10 | B      |
| 46  | Valentino Rossi 7   | Fiat Yamaha Team         | Yamaha YZR-M1           | B      |
| 58  | Marco Simoncelli    | San Carlo Honda Gresini  | Honda RC212V            | B      |
| 64  | Kousuke Akiyoshi 8  | Interwetten Honda MotoGP | Honda RC212V            | B      |
| 65  | Loris Capirossi 9   | Rizla Suzuki MotoGP      | Suzuki GSV-R            | B      |
| 69  | Nicky Hayden        | Ducati Marlboro Team     | Ducati Desmosedici GP10 | B      |
| 71  | Carlos Checa 10     | Pramac Racing Team       | Ducati Desmosedici GP10 | B      |
| 95  | Roger Lee Hayden 11 | LCR Honda MotoGP         | Honda RC212V            | B      |
| 99  | Jorge Lorenzo       | Fiat Yamaha Team         | Yamaha YZR-M1           | B      |

| Legende         |
| --------------- |
| Stammfahrer     |
| Wildcard-Fahrer |
| Ersatzfahrer    |

| 1 in den Niederlanden, Katalonien, Deutschland, den USA und Tschechien verletzungsbedingt nicht am Start |
| 2 Yoshikawa ersetzte in Katalonien den verletzten Valentino Rossi                                        |
| 3 in den USA verletzungsbedingt nicht am Start                                                           |
| 4 De Angelis ersetzte in Deutschland, den USA und Tschechien den verletzten Hiroshi Aoyama               |
| 5 in Malaysia verletzungsbedingt nicht am Start                                                          |
| 6 Kallio wurde nach dem Rennen in Australien durch Carlos Checa ersetzt                                  |
| 7 in Großbritannien, den Niederlanden und Katalonien verletzungsbedingt nicht am Start                   |
| 8 Akiyoshi ersetzte in den Niederlanden und in Katalonien den verletzten Hiroshi Aoyama                  |
| 9 in Aragonien verletzungsbedingt nicht am Start                                                         |
| 10 Checa ersetzte ab dem Rennen in Portugal Mika Kallio                                                  |
| 11 Hayden ersetzte in den USA den verletzten Randy De Puniet                                             |

### Fahrerwertung
| WM-Platz | Fahrer           | Motorrad | QAT | ESP | FRA | ITA | GBR | NED | KAT | GER | USA | CZE | IND | SMR | ARA | JPN | MAL | AUS | POR | VAL | Punkte |
| -------- | ---------------- | -------- | --- | --- | --- | --- | --- | --- | --- | --- | --- | --- | --- | --- | --- | --- | --- | --- | --- | --- | ------ |
| 1        | Jorge Lorenzo    | Yamaha   | 20  | 25  | 25  | 20  | 25  | 25  | 25  | 20  | 25  | 25  | 16  | 20  | 13  | 13  | 16  | 20  | 25  | 25  | 383    |
| 2        | Dani Pedrosa     | Honda    | 9   | 20  | 11  | 25  | 8   | 20  | 20  | 25  | Ret | 20  | 25  | 25  | 20  | DNS | Inj | DNS | 8   | 9   | 245    |
| 3        | Valentino Rossi  | Yamaha   | 25  | 16  | 20  | DNS | Inj | Inj | Inj | 13  | 16  | 11  | 13  | 16  | 10  | 16  | 25  | 16  | 20  | 16  | 233    |
| 4        | Casey Stoner     | Ducati   | Ret | 11  | Ret | 13  | 11  | 16  | 16  | 16  | 20  | 16  | Ret | 11  | 25  | 25  | Ret | 25  | Ret | 20  | 225    |
| 5        | Andrea Dovizioso | Honda    | 16  | 10  | 16  | 16  | 20  | 11  | 2   | 11  | 13  | Ret | 11  | 13  | Ret | 20  | 20  | Ret | 16  | 11  | 206    |
| 6        | Ben Spies        | Yamaha   | 11  | Ret | Ret | 9   | 16  | 13  | 10  | 8   | 10  | 13  | 20  | 10  | 11  | 8   | 13  | 11  | DNS | 13  | 176    |
| 7        | Nicky Hayden     | Ducati   | 13  | 13  | 13  | Ret | 13  | 9   | 8   | 9   | 11  | 10  | 10  | Ret | 16  | 4   | 10  | 13  | 11  | Ret | 163    |
| 8        | Marco Simoncelli | Honda    | 5   | 5   | 6   | 7   | 9   | 7   | Ret | 10  | Ret | 5   | 9   | 2   | 9   | 10  | 8   | 10  | 13  | 10  | 125    |
| 9        | Randy De Puniet  | Honda    | 10  | 7   | 9   | 10  | 10  | 10  | 13  | Ret | Inj | 6   | 3   | 3   | Ret | 7   | 6   | 6   | 10  | 6   | 116    |
| 10       | Marco Melandri   | Honda    | 3   | 8   | 10  | 11  | Ret | DNS | 7   | 6   | 8   | 8   | Ret | 6   | 7   | 5   | 7   | 7   | 7   | 3   | 103    |
| 11       | Colin Edwards    | Yamaha   | 8   | 4   | 4   | 3   | 7   | 8   | 5   | Ret | 9   | 9   | Ret | 9   | 4   | 11  | Ret | 9   | 9   | 4   | 103    |
| 12       | Héctor Barberá   | Ducati   | 4   | 3   | 8   | 4   | 5   | 4   | 6   | 7   | Ret | 7   | 6   | 7   | 5   | 3   | 5   | 2   | 6   | 8   | 90     |
| 13       | Álvaro Bautista  | Suzuki   | Ret | 6   | DNS | 2   | 4   | 2   | 11  | Ret | Ret | Ret | 8   | 8   | 8   | 9   | 11  | 4   | 5   | 7   | 85     |
| 14       | Aleix Espargaró  | Ducati   | Ret | 1   | 7   | 8   | 6   | 6   | Ret | Ret | Ret | 4   | 7   | 5   | 6   | 2   | Ret | 8   | Ret | 5   | 65     |
| 15       | Hiroshi Aoyama   | Honda    | 6   | 2   | 5   | 5   | DNS | Inj | Inj | Inj | Inj | Inj | 4   | 4   | 3   | 6   | 9   | 3   | 4   | 2   | 53     |
| 16       | Loris Capirossi  | Suzuki   | 7   | Ret | Ret | 6   | Ret | 3   | 9   | 5   | 6   | Ret | 5   | Ret | Inj | Ret | Ret | DNS | 3   | Ret | 44     |
| 17       | Mika Kallio      | Ducati   | Ret | 9   | 3   | Ret | 3   | 5   | 4   | Ret | 7   | Ret | Ret | Ret | 2   | 1   | 4   | 5   |     |     | 43     |
| 18       | Alex De Angelis  | Honda    |     |     |     |     |     |     |     | 4   | 4   | 3   |     |     |     |     |     |     |     |     | 11     |
| 19       | Roger Lee Hayden | Honda    |     |     |     |     |     |     |     |     | 5   |     |     |     |     |     |     |     |     |     | 5      |
| 20       | Kousuke Akiyoshi | Honda    |     |     |     |     |     | 1   | 3   |     |     |     |     |     |     |     |     |     |     |     | 4      |
| 21       | Carlos Checa     | Ducati   |     |     |     |     |     |     |     |     |     |     |     |     |     |     |     |     | Ret | 1   | 1      |
| 22       | Wataru Yoshikawa | Yamaha   |     |     |     |     |     |     | 1   |     |     |     |     |     |     |     |     |     |     |     | 1      |
| WM-Platz | Fahrer           | Motorrad | QAT | ESP | FRA | ITA | GBR | NED | KAT | GER | USA | CZE | IND | SMR | ARA | JPN | MAL | AUS | POR | VAL | Punkte |

| Farbe         | Bedeutung                               |
| ------------- | --------------------------------------- |
| Gold          | Sieger                                  |
| Silber        | 2. Platz                                |
| Bronze        | 3. Platz                                |
| Grün          | Platzierung in den Punkten              |
| Blau          | Klassifiziert außerhalb der Punkteränge |
| Violett       | Rennen nicht beendet (DNF)              |
| Violett       | nicht klassifiziert (NC)                |
| Rot           | nicht qualifiziert (DNQ)                |
| Schwarz       | disqualifiziert (DSQ)                   |
| Weiß          | nicht am Start (DNS)                    |
| Weiß          | zurückgezogen (WD)                      |
| Weiß          | Rennen abgesagt (C)                     |
| ohne Farbe    | nicht am Training teilgenommen (DNP)    |
| ohne Farbe    | verletzt oder krank (INJ)               |
| ohne Farbe    | ausgeschlossen (EX)                     |
| ohne Farbe    | nicht erschienen (DNA)                  |
| fett          | Pole-Position                           |
| kursiv        | Schnellste Rennrunde                    |
| unterstrichen | WM-Führung                              |
| hochgestellt  | Platzierung im Sprintrennen             |

### Konstrukteurswertung
| 1 | Yamaha | 404 |
| 2 | Honda  | 342 |
| 3 | Ducati | 286 |
| 4 | Suzuki | 108 |

### Teamwertung
| 1  | Fiat Yamaha Team         | 617 |
| 2  | Repsol Honda Team        | 451 |
| 3  | Ducati Marlboro Team     | 388 |
| 4  | Monster Yamaha Tech 3    | 279 |
| 5  | San Carlo Honda Gresini  | 228 |
| 6  | Rizla Suzuki MotoGP      | 129 |
| 7  | LCR Honda MotoGP         | 121 |
| 8  | Pramac Racing Team       | 109 |
| 9  | Paginas Amarillas Aspar  | 90  |
| 10 | Interwetten Honda MotoGP | 12  |

## Moto2-Klasse

### Rennergebnisse
|    | Datum  | Rennen                 | Strecke        | Platz 1         | Platz 2         | Platz 3         | Pole-Position   | Schn. Rennrunde | Gesamtführender Fahrer | Gesamtführender Konstrukteur |
| -- | ------ | ---------------------- | -------------- | --------------- | --------------- | --------------- | --------------- | --------------- | ---------------------- | ---------------------------- |
| 1  | 11.04. | GP von Katar           | Losail         | Shōya Tomizawa  | Alex Debón      | Jules Cluzel    | Toni Elías      | Thomas Lüthi    | Shōya Tomizawa         | Suter                        |
| 2  | 02.05. | GP von Spanien         | Jerez          | Toni Elías      | Shōya Tomizawa  | Thomas Lüthi    | Shōya Tomizawa  | Toni Elías      | Shōya Tomizawa         | Suter                        |
| 3  | 23.05. | GP von Frankreich      | Le Mans        | Toni Elías      | Julián Simón    | Simone Corsi    | Kenny Noyes     | Jules Cluzel    | Toni Elías             | Suter                        |
| 4  | 06.06. | GP von Italien         | Mugello        | Andrea Iannone  | Sergio Gadea    | Simone Corsi    | Andrea Iannone  | Andrea Iannone  | Toni Elías             | Moriwaki                     |
| 5  | 20.06. | GP von Großbritannien  | Silverstone    | Jules Cluzel    | Thomas Lüthi    | Julián Simón    | Claudio Corti   | Thomas Lüthi    | Toni Elías             | Suter                        |
| 6  | 26.06. | 80. Dutch TT           | Assen          | Andrea Iannone  | Toni Elías      | Thomas Lüthi    | Andrea Iannone  | Andrea Iannone  | Toni Elías             | Moriwaki                     |
| 7  | 04.07. | GP von Katalonien      | Barcelona      | Yūki Takahashi  | Thomas Lüthi    | Julián Simón    | Andrea Iannone  | Andrea Iannone  | Toni Elías             | Moriwaki                     |
| 8  | 18.07. | 74. GP von Deutschland | Sachsenring    | Toni Elías      | Andrea Iannone  | Roberto Rolfo   | Andrea Iannone  | Andrea Iannone  | Toni Elías             | Moriwaki                     |
| 9  | 15.08. | GP von Tschechien      | Brünn          | Toni Elías      | Yūki Takahashi  | Andrea Iannone  | Shōya Tomizawa  | Toni Elías      | Toni Elías             | Moriwaki                     |
| 10 | 29.08. | GP von Indianapolis    | Indianapolis   | Toni Elías      | Julián Simón    | Scott Redding   | Julián Simón    | Julián Simón    | Toni Elías             | Moriwaki                     |
| 11 | 05.09. | GP von San Marino      | Misano         | Toni Elías      | Julián Simón    | Thomas Lüthi    | Toni Elías      | Alex De Angelis | Toni Elías             | Moriwaki                     |
| 12 | 19.09. | GP von Aragonien       | Aragón         | Andrea Iannone  | Julián Simón    | Gábor Talmácsi  | Andrea Iannone  | Andrea Iannone  | Toni Elías             | Moriwaki                     |
| 13 | 03.10. | GP von Japan           | Motegi         | Toni Elías      | Julián Simón    | Karel Abraham   | Julián Simón    | Julián Simón    | Toni Elías             | Moriwaki                     |
| 14 | 10.10. | GP von Malaysia        | Sepang         | Roberto Rolfo   | Alex De Angelis | Andrea Iannone  | Julián Simón    | Julián Simón    | Toni Elías             | Moriwaki                     |
| 15 | 17.10. | GP von Australien      | Phillip Island | Alex De Angelis | Scott Redding   | Andrea Iannone  | Alex De Angelis | Andrea Iannone  | Toni Elías             | Moriwaki                     |
| 16 | 31.10. | GP von Portugal        | Estoril        | Stefan Bradl    | Alex Baldolini  | Alex De Angelis | Gábor Talmácsi  | Scott Redding   | Toni Elías             | Suter                        |
| 17 | 07.11. | GP von Valencia        | Valencia       | Karel Abraham   | Andrea Iannone  | Julián Simón    | Toni Elías      | Karel Abraham   | Toni Elías             | Suter                        |

### Teams und Fahrer
| Nr. | Fahrer                    | Team                                                             | Motorrad       | Reifen |
| --- | ------------------------- | ---------------------------------------------------------------- | -------------- | ------ |
| 2   | Gábor Talmácsi            | Fimmco Speed Up                                                  | Speed Up       | D      |
| 3   | Simone Corsi              | JIR Moto2                                                        | Motobi         | D      |
| 4   | Ricard Cardús             | Viessman Kiefer Racing 12                                        | Suter          | D      |
| 4   | Ricard Cardús             | Maquinza-SAG Team 13, 14                                         | Bimota         | D      |
| 5   | Joan Olivé                | Jack & Jones by A. Banderas                                      | Promoharris    | D      |
| 6   | Alex Debón 15             | Aeroport de Castello - Ajo                                       | FTR            | D      |
| 7   | Daniel Rivas Fernández 16 | MR Griful                                                        | Promoharris    | D      |
| 8   | Anthony West              | MZ Racing Team                                                   | MZ-RE Honda    | D      |
| 9   | Kenny Noyes               | Jack & Jones by A. Banderas                                      | Promoharris    | D      |
| 10  | Fonsi Nieto 15            | Holiday Gym G22                                                  | Moriwaki       | D      |
| 11  | Yūsuke Teshima            | JIR Moto2 15, 17                                                 | Motobi         | D      |
| 11  | Yūsuke Teshima            | FCC TSR 18                                                       | TSR            | D      |
| 12  | Thomas Lüthi              | Interwetten Moriwaki Moto2                                       | Moriwaki       | D      |
| 14  | Ratthapark Wilairot       | Thai Honda PTT Singha SAG                                        | Bimota         | D      |
| 15  | Alex De Angelis           | RSM Team Scot 19                                                 | Force GP210    | D      |
| 15  | Alex De Angelis           | JIR Moto2 20                                                     | Motobi         | D      |
| 16  | Jules Cluzel              | Forward Racing                                                   | Suter          | D      |
| 17  | Karel Abraham             | Cardion AB Motoracing                                            | RSV / FTR 21   | D      |
| 18  | Jordi Torres 22           | MR Griful                                                        | Promoharris    | D      |
| 19  | Xavier Siméon             | Holiday Gym Franchises / Holiday Gym Racing / Holiday Gym G22 23 | Moriwaki       | D      |
| 19  | Xavier Siméon             | Holiday Gym G22 24, 25                                           | Moriwaki       | D      |
| 21  | Wladimir Leonow 26        | Vector Kiefer Racing                                             | Suter          | D      |
| 24  | Toni Elías                | Gresini Racing Moto2                                             | Moriwaki       | D      |
| 25  | Alex Baldolini            | Caretta Technology Race Dept.                                    | I.C.P.         | D      |
| 28  | Kazuki Watanabe 27        | Racing Team Germany                                              | Suter          | D      |
| 29  | Andrea Iannone            | Fimmco Speed Up                                                  | Speed Up       | D      |
| 31  | Carmelo Morales           | Tenerife 40 Pons 28                                              | Pons-Kalex     | D      |
| 31  | Carmelo Morales           | Racing Team Germany 29                                           | Suter          | D      |
| 32  | Sascha Hommel 30          | MGM Racing Performance MC                                        | Kalex          | D      |
| 34  | Roger Lee Hayden 31       | American Honda                                                   | Moriwaki       | D      |
| 35  | Raffaele De Rosa          | Tech 3 Racing                                                    | Tech 3         | D      |
| 39  | Robertino Pietri jr.      | Italtrans S.T.R.                                                 | Suter          | D      |
| 40  | Sergio Gadea              | Tenerife 40 Pons                                                 | Pons-Kalex     | D      |
| 41  | Arne Tode 32              | Racing Team Germany                                              | Suter          | D      |
| 43  | Román Ramos 33            | MIR Racing                                                       | MIR Racing     | D      |
| 44  | Roberto Rolfo             | Italtrans S.T.R.                                                 | Suter          | D      |
| 45  | Scott Redding             | Marc VDS Racing Team                                             | Suter          | D      |
| 46  | Javier Forés              | Maquinza-SAG Team 34                                             | Bimota         | D      |
| 46  | Javier Forés              | Twelve Motorsport/Motorrad 35                                    | AJR            | D      |
| 47  | Wayne Maxwell 36          | Matteoni Racing                                                  | Moriwaki       | D      |
| 48  | Shōya Tomizawa 37         | Technomag-CIP                                                    | Suter          | D      |
| 49  | Alex Cudlin 38            | Qatar Moto2 Team                                                 | BQR-Moto2      | D      |
| 50  | Damian Cudlin 39          | Tenerife 40 Pons                                                 | Pons-Kalex     | D      |
| 51  | Michele Pirro 40          | Gresini Racing Moto2                                             | Moriwaki       | D      |
| 52  | Lukáš Pešek 41            | Matteoni CP Racing                                               | Moriwaki       | D      |
| 53  | Valentin Debise           | WTR San Marino Team                                              | ADV            | D      |
| 54  | Kevin Coghlan 42          | Monlau Joey Darcey                                               | FTR            | D      |
| 54  | Kenan Sofuoğlu 43         | Technomag-CIP                                                    | Suter          | D      |
| 55  | Héctor Faubel             | Marc VDS Racing Team                                             | Suter          | D      |
| 56  | Michael Ranseder 44       | Vector Kiefer Racing                                             | Suter          | D      |
| 59  | Niccolò Canepa            | RSM Team Scot 45                                                 | Force GP210    | D      |
| 59  | Niccolò Canepa            | M Racing / Bimota - M Racing 46                                  | Bimota         | D      |
| 60  | Julián Simón              | Mapfre Aspar Team                                                | RSV / Suter 47 | D      |
| 61  | Vladimir Ivanov 48        | Gresini Racing Moto2                                             | Moriwaki       | D      |
| 63  | Mike Di Meglio            | Mapfre Aspar Team                                                | RSV / Suter 47 | D      |
| 64  | Santiago Hernández 49     | Matteoni CP Racing                                               | Moriwaki       | D      |
| 65  | Stefan Bradl 50           | Viessman Kiefer Racing                                           | Suter          | D      |
| 66  | Hiromichi Kunikawa 51     | Bimota – M Racing                                                | Bimota         | D      |
| 68  | Yonny Hernández           | Blusens-STX                                                      | BQR-Moto2      | D      |
| 70  | Ferruccio Lamborghini     | Forward Racing 52                                                | Suter          | \| D   |
| 70  | Ferruccio Lamborghini     | Matteoni Racing 53                                               | Moriwaki       | \| D   |
| 71  | Claudio Corti             | Forward Racing                                                   | Suter          | D      |
| 72  | Yūki Takahashi            | Tech 3 Racing                                                    | Tech 3         | D      |
| 75  | Mattia Pasini             | JIR Moto2 54                                                     | Motobi         | D      |
| 75  | Mattia Pasini             | Italtrans S.T.R. 52                                              | Suter          | D      |
| 75  | Mattia Pasini             | Vector Kiefer Racing 55                                          | Suter          | D      |
| 76  | Bernat Martínez 56        | Maquinza-SAG Team                                                | Bimota         | D      |
| 77  | Dominique Aegerter        | Technomag-CIP                                                    | Suter          | D      |
| 80  | Axel Pons 57              | Tenerife 40 Pons                                                 | Pons-Kalex     | D      |
| 81  | Patrik Vostárek 58        | Vector Kiefer Racing                                             | Suter          | D      |
| 83  | Shogo Moriwaki 59         | Moriwaki Racing                                                  | Moriwaki       | D      |
| 87  | Mohamad Zamri Baba 60     | Petronas SIC TWMR Malaysia                                       | Moriwaki       | D      |
| 88  | Yannick Guerra 61         | Holiday Gym G22                                                  | Moriwaki       | D      |
| 91  | Iván Moreno 62            | Andalucia Cajasol                                                | Moriwaki       | D      |
| 92  | Amadeo Llados 62          | Llados Racing Team                                               | AJR            | D      |
| 93  | Kouki Takahashi 59        | Burning Blood RT                                                 | RBB            | D      |
| 95  | Mashel Al-Naimi 63        | Blusens-STX                                                      | BQR-Moto2      | D      |
| 96  | Anthony Delhalle          | Qatar Endurance Racing Team 64                                   | BQR-Moto2      | D      |
| 96  | Anthony Delhalle          | Blusens-STX 65                                                   | BQR-Moto2      | D      |
| 99  | Tatsuya Yamaguchi 66      | Gresini Racing Moto2                                             | Moriwaki       | D      |

| Legende         |
| --------------- |
| Stammfahrer     |
| Wildcard-Fahrer |
| Ersatzfahrer    |

| 12 Cardús ersetzte in Katalonien den verletzten Stefan Bradl |
| 13 Cardús ersetzte ab dem Rennen in Deutschland Bernat Martínez, von dem sich das Team getrennt hatte |
| 14 in Malaysia und Australien verletzungsbedingt nicht am Start |
| 15 in San Marino verletzungsbedingt nicht am Start |
| 16 Wildcards in Katalonien und Portugal |
| 17 Teshima ersetzte in Katalonien, Deutschland, Tschechien und Indianapolis Mattia Pasini, von dem sich das Team getrennt hatte |
| 18 nur in Japan am Start |
| 19 De Angelis vertrat in Deutschland und Tschechien den verletzten Hiroshi Aoyama in der MotoGP-Klasse und war deshalb bei diesen Rennen nicht am Start, danach trat er aus finanziellen Gründen nicht mehr für das Team an                             |
| 20 De Angelis ersetzte in San Marino den verletzten Yūsuke Teshima, ab dem Rennen in San Marino war er Stammfahrer bei JIR |
| 21 Cardion AB Motoracing wechselte vor dem Rennen in Frankreich von RSV- auf FTR-Chassis |
| 22 Wildcard in Katalonien |
| 23 Wildcards in Frankreich, Italien, Deutschland, Tschechien, Portugal und Valencia |
| 24 Siméon ersetzte in Großbritannien, den Niederlanden und Katalonien Yannick Guerra |
| 25 Siméon ersetzte in San Marino den verletzten Fonsi Nieto |
| 26 in Tschechien und Indianapolis verletzungsbedingt nicht am Start, danach trennte sich das Team wegen schlechter Leitungen von ihm |
| 27 Watanabe ersetzte in Aragonien, Japan, Malaysia und Australien Arne Tode, von dem sich das Team getrennt hatte |
| 28 Morales ersetzte in Katalonien den verletzten Axel Pons |
| 29 Morales ersetzte in Portugal und Valencia Arne Tode, von dem sich das Team getrennt hatte |
| 30 Wildcard in Deutschland |
| 31 Wildcard in Indianapolis |
| 32 das Racing Team Germany trennte sich nach dem Rennen in Indianapolis von Arne Tode |
| 33 Wildcard in Aragonien, Stammfahrer in Valencia |
| 34 Forés ersetzte in Malaysia und Australien den verletzten Ricard Cardús |
| 35 Wildcard in Valencia |
| 36 Maxwell ersetzte in Australien Ferruccio Lamborghini |
| 37 Tomizawa verunglückte in San Marino tödlich |
| 38 Wildcard in Australien |
| 39 Cudlin ersetzte in Deutschland den verletzten Axel Pons |
| 40 Pirro ersetzte in Aragonien den verletzten Vladimir Ivanov |
| 41 das Matteoni-Team trennte sich nach dem Rennen in San Marino wegen schlechter Leistungen von Lukáš Pešek |
| 42 Wildcards in Großbritannien und Aragonien |
| 43 Sofuoğlu ersetzte in Portugal und Valencia den tödlich verunglückten Shōya Tomizawa |
| 44 Ranseder ersetzte in Indianapolis den verletzten Wladimir Leonow, ab dem Rennen in San Marino startete er anstelle des entlassenen Russen als Fixstarter, in Aragonien war er wegen seines Engagements in der Deutschen Meisterschaft nicht am Start |
| 45 in Indianapolis aus finanziellen Gründen nicht am Start |
| 46 nur in San Marino und Aragonien am Start |
| 47 das Mapfre-Aspar-Team wechselte vor dem Rennen in Frankreich von RSV- auf Suter-Chassis |
| 48 in San Marino und Aragonien verletzungsbedingt nicht am Start |
| 49 Hernandez ersetzte in Aragonien Lukáš Pešek, von dem sich das Team getrennt hatte |
| 50 in Katalonien verletzungsbedingt nicht am Start |
| 51 nur in Japan, Malaysia, Australien, Portugal und Valencia am Start |
| 52 Wildcard in San Marino |
| 53 Lamborghini ersetzte ab dem Rennen in Japan Lukáš Pešek, von dem sich das Team getrennt hatte, in Australien war er nicht am Start |
| 54 das JiR-Team trennte sich vor dem Rennen in Katalonien von Mattia Pasini |
| 55 Pasini vertrat in Aragonien Michael Ranseder, der wegen seines Engagements in der Deutschen Meisterschaft dort nicht an den Start ging |
| 56 das Maquinza-SAG-Team trennte sich vor dem Rennen in Deutschland von Bernat Martínez |
| 57 in Katalonien und Deutschland verletzungsbedingt nicht am Start |
| 58 Vostárek ersetzte in Tschechien den verletzten Vladimir Leonov |
| 59 Wildcard in Japan |
| 60 Wildcard in Malaysia |
| 61 in Großbritannien, den Niederlanden und Katalonien nicht am Start |
| 62 Wildcard in Spanien |
| 63 in Italien und Großbritannien verletzungsbedingt nicht am Start |
| 64 Wildcard in Katar |
| 65 Dehalle ersetzte in Italien und Großbritannien den verletzten Mashel Al-Naimi |
| 66 Yamaguchi ersetzte in San Marino den verletzten Vladimir Ivanov |

### Fahrerwertung
| 1  | Toni Elías         | Moriwaki             | 271 |
| 2  | Julián Simón       | RSV / Suter          | 201 |
| 3  | Andrea Iannone     | Speed Up             | 199 |
| 4  | Thomas Lüthi       | Moriwaki             | 156 |
| 5  | Simone Corsi       | Motobi               | 138 |
| 6  | Gábor Talmácsi     | Speed Up             | 109 |
| 7  | Jules Cluzel       | Suter                | 106 |
| 8  | Scott Redding      | Suter                | 102 |
| 9  | Stefan Bradl       | Suter                | 97  |
| 10 | Karel Abraham      | RSV / FTR            | 96  |
| 11 | Alex De Angelis    | Force GP210 / Motobi | 95  |
| 12 | Yūki Takahashi     | Tech 3               | 86  |
| 13 | Shōya Tomizawa (†) | Suter                | 82  |
| 14 | Roberto Rolfo      | Suter                | 75  |
| 15 | Dominique Aegerter | Suter                | 74  |
| 16 | Alex Debón         | FTR                  | 73  |
| 17 | Sergio Gadea       | Pons-Kalex           | 67  |
| 18 | Fonsi Nieto        | Moriwaki             | 45  |
| 19 | Alex Baldolini     | I.C.P.               | 38  |
| 20 | Mike Di Meglio     | RSV / Suter          | 34  |

| 21 | Yonny Hernández     | BQR-Moto2      | 32 |
| 22 | Ratthapark Wilairot | Bimota         | 30 |
| 23 | Anthony West        | MZ-RE Honda    | 26 |
| 24 | Kenny Noyes         | Promoharris    | 22 |
| 25 | Claudio Corti       | Suter          | 20 |
| 26 | Héctor Faubel       | Suter          | 18 |
| 27 | Raffaele De Rosa    | Tech 3         | 15 |
| 28 | Mattia Pasini       | Motobi / Suter | 12 |
| 29 | Kenan Sofuoğlu      | Suter          | 11 |
| 30 | Xavier Siméon       | Moriwaki       | 10 |
| 31 | Damian Cudlin       | Pons-Kalex     | 9  |
| 32 | Jason Di Salvo      | FTR            | 7  |
| 33 | Axel Pons           | Pons-Kalex     | 7  |
| 34 | Lukáš Pešek         | Moriwaki       | 5  |
| 35 | Michael Ranseder    | Suter          | 4  |
| 36 | Michele Pirro       | Moriwaki       | 2  |
| 37 | Vladimir Ivanov     | Moriwaki       | 2  |
| 38 | Arne Tode           | Suter          | 2  |
| 39 | Robertino Pietri    | Suter          | 1  |
| 40 | Yūsuke Teshima      | Motobi / TSR   | 1  |

### Konstrukteurswertung
| 1  | Suter        | 322 |
| 2  | Moriwaki     | 309 |
| 3  | Speed Up     | 232 |
| 4  | Motobi       | 194 |
| 5  | FTR          | 149 |
| 6  | Tech 3       | 99  |
| 7  | / Pons-Kalex | 81  |
| 8  | I.C.P.       | 38  |
| 9  | BQR-Moto2    | 32  |
| 10 | Bimota       | 30  |
| 11 | MZ-RE Honda  | 26  |
| 12 | Promoharris  | 22  |
| 13 | Force GP210  | 11  |
| 14 | RSV          | 10  |

## 125-cm³-Klasse

### Rennergebnisse
|    | Datum  | Rennen                 | Strecke        | Platz 1       | Platz 2          | Platz 3        | Pole-Position  | Schn. Rennrunde | Gesamtführender Fahrer | Gesamtführender Konstrukteur |
| -- | ------ | ---------------------- | -------------- | ------------- | ---------------- | -------------- | -------------- | --------------- | ---------------------- | ---------------------------- |
| 1  | 11.04. | GP von Katar           | Losail         | Nicolás Terol | Efrén Vázquez    | Marc Márquez   | Marc Márquez   | Nicolás Terol   | Nicolás Terol          | Aprilia                      |
| 2  | 02.05. | GP von Spanien         | Jerez          | Pol Espargaró | Nicolás Terol    | Esteve Rabat   | Marc Márquez   | Sandro Cortese  | Nicolás Terol          | Derbi                        |
| 3  | 23.05. | GP von Frankreich      | Le Mans        | Pol Espargaró | Nicolás Terol    | Marc Márquez   | Nicolás Terol  | Marc Márquez    | Nicolás Terol          | Derbi                        |
| 4  | 06.06. | GP von Italien         | Mugello        | Marc Márquez  | Nicolás Terol    | Pol Espargaró  | Sandro Cortese | Bradley Smith   | Nicolás Terol          | Derbi                        |
| 5  | 20.06. | GP von Großbritannien  | Silverstone    | Marc Márquez  | Pol Espargaró    | Bradley Smith  | Marc Márquez   | Pol Espargaró   | Nicolás Terol          | Derbi                        |
| 6  | 26.06. | 80. Dutch TT           | Assen          | Marc Márquez  | Nicolás Terol    | Pol Espargaró  | Marc Márquez   | Nicolás Terol   | Nicolás Terol          | Derbi                        |
| 7  | 04.07. | GP von Katalonien      | Barcelona      | Marc Márquez  | Bradley Smith    | Pol Espargaró  | Marc Márquez   | Pol Espargaró   | Marc Márquez           | Derbi                        |
| 8  | 18.07. | 74. GP von Deutschland | Sachsenring    | Marc Márquez  | Tomoyoshi Koyama | Sandro Cortese | Marc Márquez   | Marc Márquez    | Marc Márquez           | Derbi                        |
| 9  | 15.08. | GP von Tschechien      | Brünn          | Nicolás Terol | Pol Espargaró    | Esteve Rabat   | Bradley Smith  | Johann Zarco    | Marc Márquez           | Derbi                        |
| 10 | 29.08. | GP von Indianapolis    | Indianapolis   | Nicolás Terol | Sandro Cortese   | Pol Espargaró  | Marc Márquez   | Marc Márquez    | Marc Márquez           | Derbi                        |
| 11 | 05.09. | GP von San Marino      | Misano         | Marc Márquez  | Nicolás Terol    | Efrén Vázquez  | Bradley Smith  | Marc Márquez    | Marc Márquez           | Derbi                        |
| 12 | 19.09. | GP von Aragonien       | Aragón         | Pol Espargaró | Nicolás Terol    | Bradley Smith  | Marc Márquez   | Pol Espargaró   | Marc Márquez           | Derbi                        |
| 13 | 03.10. | GP von Japan           | Motegi         | Marc Márquez  | Nicolás Terol    | Bradley Smith  | Marc Márquez   | Sandro Cortese  | Marc Márquez           | Derbi                        |
| 14 | 10.10. | GP von Malaysia        | Sepang         | Marc Márquez  | Pol Espargaró    | Nicolás Terol  | Marc Márquez   | Marc Márquez    | Marc Márquez           | Derbi                        |
| 15 | 17.10. | GP von Australien      | Phillip Island | Marc Márquez  | Pol Espargaró    | Nicolás Terol  | Marc Márquez   | Marc Márquez    | Marc Márquez           | Derbi                        |
| 16 | 31.10. | GP von Portugal        | Estoril        | Marc Márquez  | Nicolás Terol    | Bradley Smith  | Bradley Smith  | Marc Márquez    | Marc Márquez           | Derbi                        |
| 17 | 07.11. | GP von Valencia        | Valencia       | Bradley Smith | Pol Espargaró    | Nicolás Terol  | Marc Márquez   | Marc Márquez    | Marc Márquez           | Derbi                        |

### Teams und Fahrer
| Nr. | Fahrer                  | Team                                    | Motorrad  | Reifen |
| --- | ----------------------- | --------------------------------------- | --------- | ------ |
| 5   | Alexis Masbou           | Ongetta Team                            | Aprilia   | D      |
| 7   | Efrén Vázquez           | Tuenti Racing                           | Derbi     | D      |
| 11  | Sandro Cortese          | Avant Mitsubishi Ajo                    | Derbi     | D      |
| 12  | Esteve Rabat            | Blusens-STX                             | Aprilia   | D      |
| 14  | Johann Zarco            | WTR San Marino Team                     | Aprilia   | D      |
| 15  | Simone Grotzkyj 30      | Fontana Racing                          | Aprilia   | D      |
| 17  | Eduard Lopez 31         | Catalunya Racing Team                   | Aprilia   | D      |
| 23  | Alberto Moncayo         | Andalucia Cajasol                       | Aprilia   | D      |
| 26  | Adrián Martín           | Aeroport de Castello - Ajo              | Aprilia   | D      |
| 32  | Lorenzo Savadori        | Matteoni CP Racing                      | Aprilia   | D      |
| 35  | Randy Krummenacher      | Stipa-Molenaar Racing GP                | Aprilia   | D      |
| 38  | Bradley Smith           | Bancaja Aspar Team                      | Aprilia   | D      |
| 39  | Luis Salom              | Lambretta Reparto Corse                 | Lambretta | D      |
| 39  | Luis Salom              | Stipa-Molenaar Racing GP 32             | Aprilia   | D      |
| 40  | Nicolás Terol           | Bancaja Aspar Team                      | Aprilia   | D      |
| 44  | Pol Espargaró           | Tuenti Racing                           | Derbi     | D      |
| 50  | Sturla Fagerhaug        | Air Asia - Sepang International Circuit | Aprilia   | D      |
| 51  | Riccardo Moretti        | Fontana Racing 33                       | Aprilia   | D      |
| 51  | Riccardo Moretti        | Junior GP FMI 34                        | Aprilia   | D      |
| 52  | Danny Kent 35           | Aztec Grand Prix                        | Honda     | D      |
| 53  | Jasper Iwema            | CBC Corse                               | Aprilia   | D      |
| 55  | Isaac Viñales 36        | Catalunya Racing Team                   | Aprilia   | D      |
| 57  | Isaac Viñales 36        | Catalunya Racing Team                   | Aprilia   | D      |
| 56  | Péter Sebestyén 37      | Right Guard Racing                      | Aprilia   | D      |
| 58  | Joan Perelló 36         | SAG Castrol                             | Honda     | D      |
| 59  | Johnny Rosell 36        | SAG Castrol                             | Honda     | D      |
| 60  | Michael van der Mark    | Team Sachsenring 38                     | Aprilia   | D      |
| 60  | Michael van der Mark    | Lambretta Reparto Corse 39              | Lambretta | D      |
| 61  | Daniel Kartheininger 40 | Freudenberg Racing Team                 | KTM       | D      |
| 62  | Marvin Fritz 40         | LHF Project Racing                      | Honda     | D      |
| 63  | Zulfahmi Khairuddin     | Air Asia - Sepang International Circuit | Aprilia   | D      |
| 64  | Ernst Dubbink 41        | RV Racing                               | Honda     | D      |
| 65  | Roy Pouw 41             | Team Holland Mototechnic                | Aprilia   | D      |
| 66  | Pepijn Bijsterbosch 41  | RacingTeam Bijsterbosch                 | Honda     | D      |
| 67  | Jerry van de Bunt 41    | Jerrys Racing                           | Honda     | D      |
| 68  | Toni Finsterbusch 42    | Freudenberg Racing Team                 | KTM       | D      |
| 69  | Louis Rossi             | CBC Corse                               | Aprilia   | D      |
| 71  | Tomoyoshi Koyama        | Racing Team Germany                     | Aprilia   | D      |
| 72  | Marco Ravaioli          | Lambretta Reparto Corse                 | Lambretta | D      |
| 73  | Taylor Mackenzie 35     | KRP                                     | Honda     | D      |
| 74  | James Lodge 35          | RS Earnshaws Motorcycles                | Honda     | D      |
| 75  | Deane Brown 35          | Colin Appleyard/Macadam Racing          | Honda     | D      |
| 77  | Andrew Reid 35          | Aztec Grand Prix                        | Honda     | D      |
| 78  | Marcel Schrötter        | Interwetten Honda 125                   | Honda     | D      |
| 80  | Quentin Jacquet 43      | Stipa-Molenaar Racing GP                | Aprilia   | D      |
| 81  | Gregory Di Carlo 44     | Equipe de France Vitesse Espoir         | Honda     | D      |
| 82  | Kevin Szalai 44         | Equipe de France Vitesse Espoir         | Honda     | D      |
| 83  | Morgan Berchet 44       | Xtreme Racing Team                      | Honda     | D      |
| 84  | Jakub Kornfeil          | Racing Team Germany                     | Aprilia   | D      |
| 85  | Eric Hübsch 40          | Team Sachsenring                        | Aprilia   | D      |
| 86  | Kevin Hanus 40          | Thomas Sabo Team Hanusch                | Honda     | D      |
| 87  | Luca Marconi 45         | Ongetta Team                            | Aprilia   | D      |
| 93  | Marc Márquez            | Red Bull Ajo Motorsport                 | Derbi     | D      |
| 94  | Jonas Folger            | Ongetta Team                            | Aprilia   | D      |
| 95  | Alessandro Tonucci 46   | Junior GP Racing Team                   | Aprilia   | D      |
| 96  | Tommaso Gabrielli 46    | Racing Team Gabrielli                   | Aprilia   | D      |
| 97  | Armando Pontone 46      | Junior GP Racing Team                   | Aprilia   | D      |
| 98  | Mattia Tarozzi 46       | Faenza Racing                           | Aprilia   | D      |
| 99  | Danny Webb              | Andalucia Cajasol                       | Aprilia   | D      |

| Legende         |
| --------------- |
| Stammfahrer     |
| Wildcard-Fahrer |
| Ersatzfahrer    |

| 31 Wildcard in Katalonien                                               |
| 32 Salom ersetzte ab dem Rennen in Frankreich Quentin Jacquet           |
| 33 Moretti wurde ab dem Rennen in Italien durch Simone Grotzkyj ersetzt |
| 34 Moretti startete beim Rennen in Italien für Junior GP FMI            |
| 35 Wildcard in Großbritannien                                           |
| 36 Wildcards in Spanien und Katalonien                                  |
| 37 Wildcard in Spanien                                                  |
| 38 Wildcard in Katalonien                                               |
| 39 van der Mark ersetzte ab dem Rennen in Frankreich Luis Salom         |
| 40 Wildcard in Deutschland                                              |
| 41 Wildcard in den Niederlanden                                         |
| 42 Wildcards in den Niederlanden und Deutschland                        |
| 43 Jacquet wurde ab dem Rennen in Frankreich durch Luis Salom ersetzt   |
| 44 Wildcard in Frankreich                                               |
| 45 in Frankreich verletzungsbedingt nicht am Start                      |
| 46 Wildcard in Italien                                                  |

### Fahrerwertung
| 1  | Marc Márquez       | Derbi               | 310 |
| 2  | Nicolás Terol      | Aprilia             | 296 |
| 3  | Pol Espargaró      | Derbi               | 281 |
| 4  | Bradley Smith      | Aprilia             | 223 |
| 5  | Efrén Vázquez      | Derbi               | 152 |
| 6  | Esteve Rabat       | Aprilia             | 147 |
| 7  | Sandro Cortese     | Derbi               | 143 |
| 8  | Tomoyoshi Koyama   | Aprilia             | 127 |
| 9  | Randy Krummenacher | Aprilia             | 113 |
| 10 | Danny Webb         | Aprilia             | 93  |
| 11 | Johann Zarco       | Aprilia             | 77  |
| 12 | Luis Salom         | Lambretta / Aprilia | 72  |
| 13 | Alberto Moncayo    | Aprilia             | 70  |
| 14 | Jonas Folger       | Aprilia             | 69  |

| 15 | Adrián Martín        | Aprilia | 35 |
| 16 | Jasper Iwema         | Aprilia | 34 |
| 17 | Jakub Kornfeil       | Aprilia | 28 |
| 18 | Marcel Schrötter     | Honda   | 27 |
| 19 | Simone Grotzkyj      | Aprilia | 26 |
| 20 | Alexis Masbou        | Aprilia | 20 |
| 21 | Sturla Fagerhaug     | Aprilia | 12 |
| 22 | Daniel Kartheininger | KTM     | 6  |
| 23 | Lorenzo Savadori     | Aprilia | 5  |
| 24 | Zulfahmi Khairuddin  | Aprilia | 4  |
| 25 | Isaac Viñales        | Aprilia | 3  |
| 26 | Alessandro Tonucci   | Aprilia | 3  |
| 27 | Luigi Morciano       | Aprilia | 2  |
| 28 | Louis Rossi          | Aprilia | 2  |

### Konstrukteurswertung
| 1 | Derbi                   | 405 |
| 2 | Aprilia                 | 348 |
| 3 | Honda                   | 27  |
| 4 | KTM                     | 6   |
| 5 | Lambretta Reparto Corse | 1   |